# Воробьёвка (Красноярский край)
Воробьёвка — деревня в Абанском районе Красноярского края России. Входит в состав Никольского сельсовета.

## История
Деревня основана в 1912 году. По данным 1929 года в Воробьёвке имелось 49 хозяйств и проживало 268 человек (в основном — мордовцы). Административно деревня входила в состав Абанского сельсовета Абанского района Канского округа Сибирского края.

## География
Деревня находится в юго-западной части района, на левом берегу реки Абан, примерно в 3 км (по прямой) к северо-северо-западу (NNW) от посёлка Абан, административного центра района. Абсолютная высота — 231 метр над уровнем моря.

## Население
| 1926 | 1989 | 2002 | 2010 |
| ---- | ---- | ---- | ---- |
| 268  | ↘75  | ↘42  | ↘16  |

Гендерный состав
По данным Всероссийской переписи населения 2010 года 8 мужчин и 8 женщин из 16 чел.
Национальный состав
Согласно результатам переписи 2002 года, в национальной структуре населения мордовцы составляли 43 %, русские — 33 %.

## Улицы
Уличная сеть деревни состоит из одной улицы (ул. Советская).